# Okko Jacobus Bekker (1817-1904)
Okko Jacobus Bekker (Groningen, 9 februari 1817 – Vlissingen, 7 september 1904) was een Nederlands muzikant.

## Familie
Hij was de oudste zoon van Christoff Antoon Bekker en Maria Broese. Vader was ten tijde van zijn geboorte koopman, maar toen het gezin in Winschoten woonde stond hij te boek als muziek- en dansmeester. Okko’s broers Johannes Henderikus Bekker, Petrus Rudolf Bekker (cellist) en Christoph Anton Bekker gingen ook de muziek in. Een jongere broer met dezelfde naam, werd pianohandelaar in Den Haag. In 1836 trouwde hijzelf Hendrika Siegers. In 1901 werd hun diamanten bruiloft gevierd, drie maanden daarna overleed Hendrika Siegers. Hun zoon
- Christoph Anton Bekker uit 1842 werd voornamelijk tekenaar, maar wijdde een deel van zijn leven aan de muziek
- Okko Jacbus Bekker (Vlissingen, 13 november 1849) was muziekmeester in Leeuwarden
- Roelof Bekker (Vlissingen 1856 – aldaar 1913) was muziekonderwijzer in Vlissingen, diens dochter Riki Brand-Bekker was orkestleidster.

## Muziekleven
Zijn muzikale opleiding kreeg hij van zijn vader. In 1834 verscheen een advertentie, dat hij muzieklessen gaf in Middelburg op viool, piano en gitaar. In november 1834 is hij in Vlissingen te vinden als stadsmuziekmeester (in 1894 werd zijn zestigjarig jubileum gevierd) en ook beiaardier daar. In 1852 organiseerde hij een concert voor de armen, waarbij zijn broer de cellist Petrus Rudolf Bekker indruk maakte. Hij gaf vanaf ongeveer 1861 tevens zanglessen op openbare scholen in de omgeving. Die lessen gaf hij tevens aan kinderen en kleinkinderen. Ook zijn 69-jarig jubileum als stadmuziekmeester van Vlissingen haalde de landelijke pers Hij kreeg tot aan zijn dood 200 gulden als vast salaris vanuit de gemeente Vlissingen.
Van zijn hand verscheen Vragen en antwoorden over de eerste beginselen der muziek (1858, in 1863 een derde druk bij J.C. Buisonjé te Nieuwediep).